# Cá sấu mõm ngắn Mỹ
Cá sấu mõm ngắn Mỹ (danh pháp khoa học: Alligator mississippiensis) là một loài bò sát bản địa duy nhất Đông Nam Hoa Kỳ. Nó là một trong hai loài còn tồn tại của chi alligator trong họ Alligatoridae. Nó lớn hơn loài cá sấu alligator còn tồn tại, cá sấu Dương Tử.
Loài cá sấu này sinh sống ở vùng đất ngập nước thường xuyên chồng lấn với khu vực con người định cư. Loài này có thân dài 5–7 ft (1,5–2,1 m). Con đực trưởng thành dài trung bình 11,2 ft (3,4 m) còn con cái trưởng thành dài trung bình 2,5m đến 3,0 m. Con lớn có cân nặng từ 168 đến 800 lb (76 đến 363 kg), với một ngoại lệ cân nặng của con đực già vượt mức 14 ft (4,3 m) and 1.000 pound (450 kg). Con lớn nhất kỷ lục được bắt ở Louisiana đầu thập niên 1900 và dài 19 foot 2 inch (5,84 m) và nặng 2.200 lb (1.000 kg). Con lớn thứ nhì dài 17 feet 5 inch, từ Florida. Đuôi, chiếm một nửa tổng chiều dài của nó, được sử dụng chủ yếu để tạo lực đẩy khi bơi. Đuôi cũng có thể được sử dụng như một vũ khí phòng thủ khi cá sấu cảm thấy bị đe dọa. Cá sấu di chuyển rất nhanh trong nước, trong khi chúng đang di chuyển chậm về bờ đất, chúng có thể lao nhanh tới trongkhoảng cách ngắn rất nhanh chóng. Chúng có năm móng vuốt trên mỗi chân trước và trên mỗi bàn chân phía sau. Cá sấu mõm ngắn Mỹ có các phòng thí nghiệm đo cắn mạnh nhất của bất kỳ sinh vật sống, được đo lên tới 9.452 newton trong điều kiện phòng thí nghiệm. Cần lưu ý rằng thí nghiệm này đã không (tại thời điểm bài báo được công bố) được nhân rộng trong bất kỳ cá sấu khác.

## Phân loại và phát sinh loài

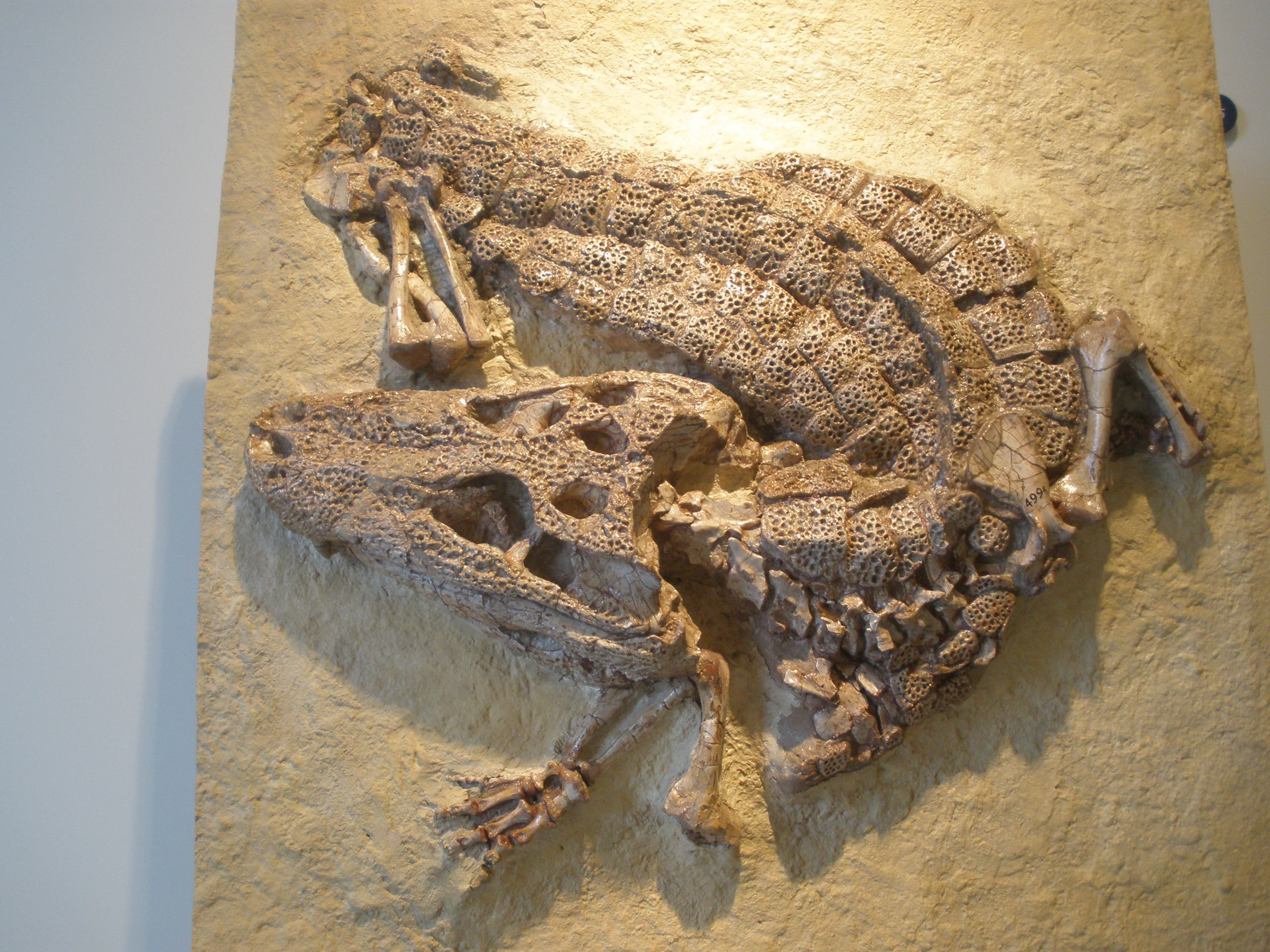
Hóa thạch Alligator prenasalis

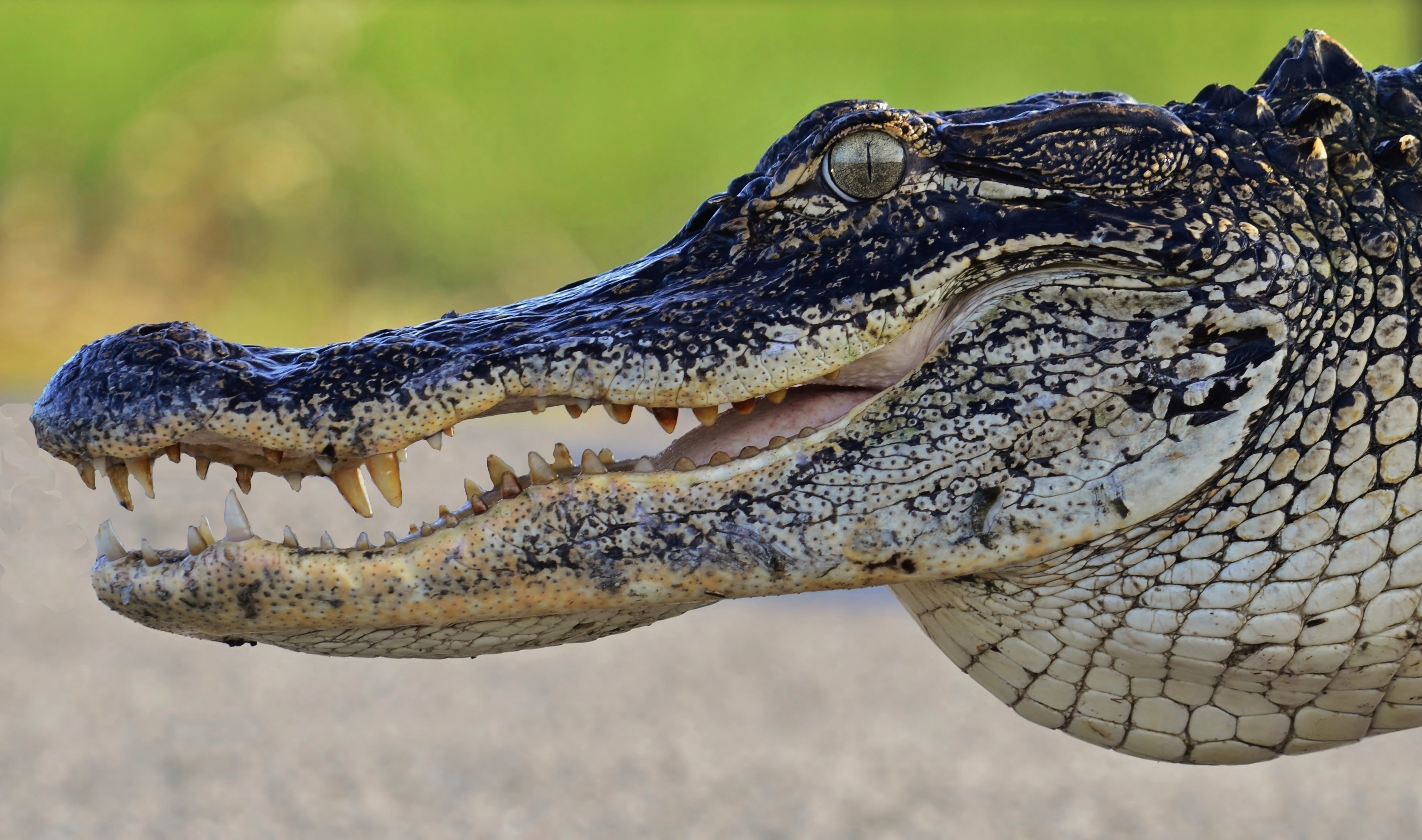
Cá sấu mõm ngắn Mỹ cho thấy răng, Nam Carolina

Cá sấu mõm ngắn Mỹ lần đầu tiên được phân loại bởi nhà động vật học người Pháp François Marie Daudin như Crocodilus mississipiensis năm 1801. Georges Cuvier phân loại nó vào chi Alligator năm 1807. Cá sấu mõm ngắn Mỹ được chuyển qua chi này cùng với cá sấu Dương Tử. Chúng được nhóm lại trong họ Alligatoridae với cá sấu Caiman. Siêu họ Alligatoroidea bao gồm tất cả cá sấu (hóa thạch và còn tồn tại) có liên quan đến Cá sấu mõm ngắn Mỹ hơn đến cá sấu sông Nin hay Cá sấu Ấn Độ.
Các thành viên của siêu họ này lần đầu tiên xuất hiện ở cuối kỷ Phấn trắng. Leidyosuchus là chi đầu tiên được biết đến. Cá sấu mõm ngắn Mỹ và cá sấu caiman tách ra ở Bắc Mỹ vào cuối kỷ Phấn Trắng và sau này ở Bắc Mỹ ở kỷ Paleogene, trước khi đống eo đất Panama trong kỷ Neogene. Cá sấu Dương Tử có thể là hậu duệ của một dòng dõi mà vượt qua Beringia, cũng trong kỷ Neogene. Hóa thạch cá sấu mõm ngắn Mỹ hiện đại cũng được thể hiện trong các mẫu hóa thạch của thế Pleistocen.

## Phân bố
Loài này phân bố bên các con sông, đầm lầy và đầm lầy phía nam Hoa Kỳ, từ Bắc Carolina tới miền nam Texas, giáp biên giới Mexico. Việc con người can thiệp đã làm đã biến mất từ nhiều lĩnh vực, và hiện nay chỉ thực sự phong phú trong tiểu bang Florida và đến một mức độ thấp hơn ở cửa sông Mississippi. Nó là một loài được bảo vệ ở Mỹ, và nhiều vườn quốc gia của Florida đã được tạo ra để bảo vệ loài này. 

## Hình ảnh

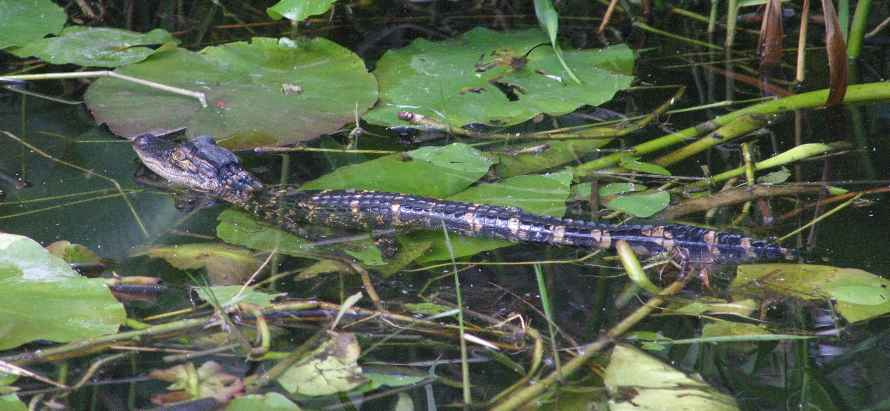
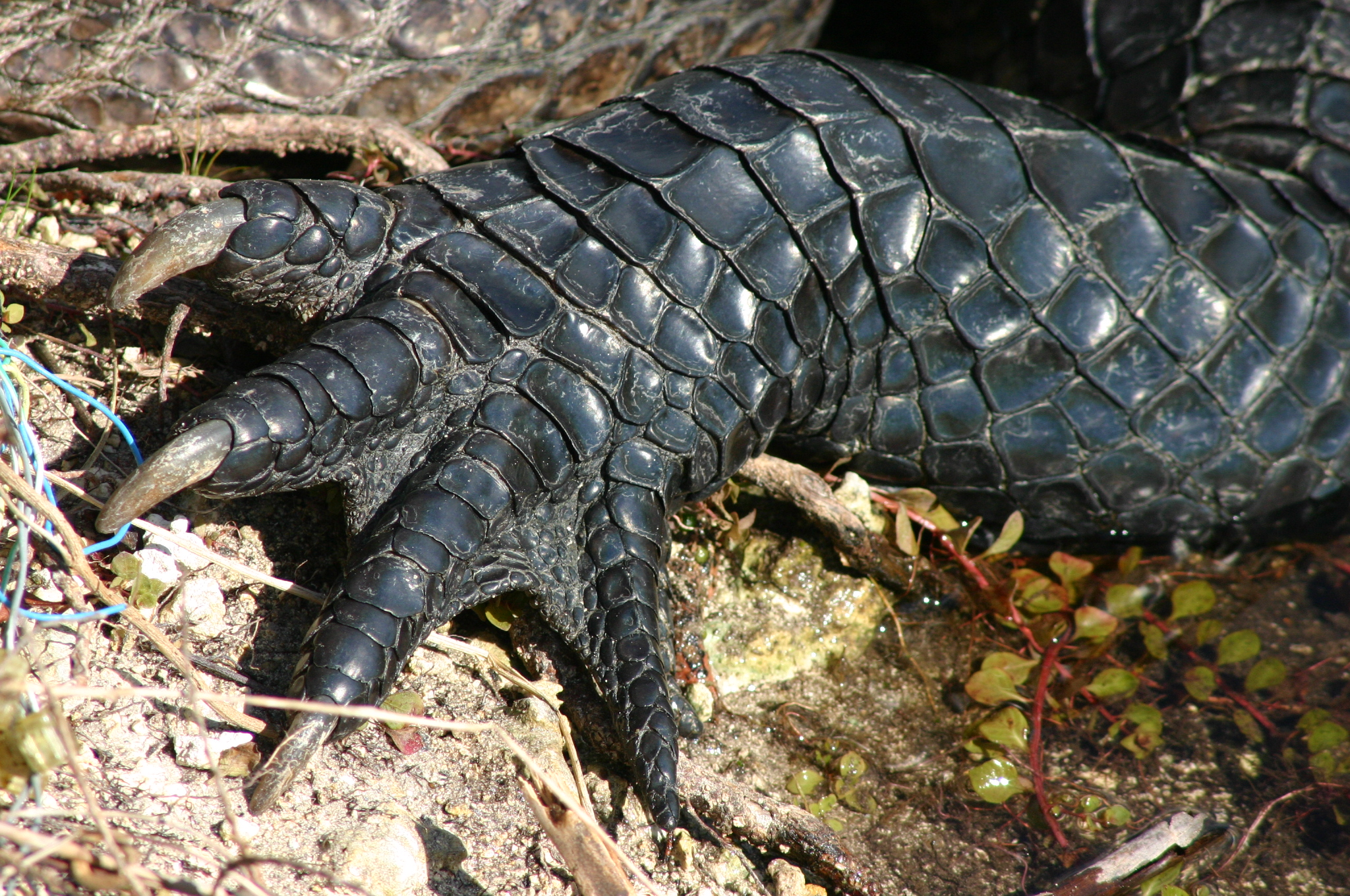
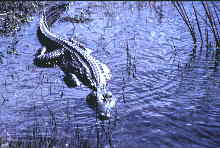
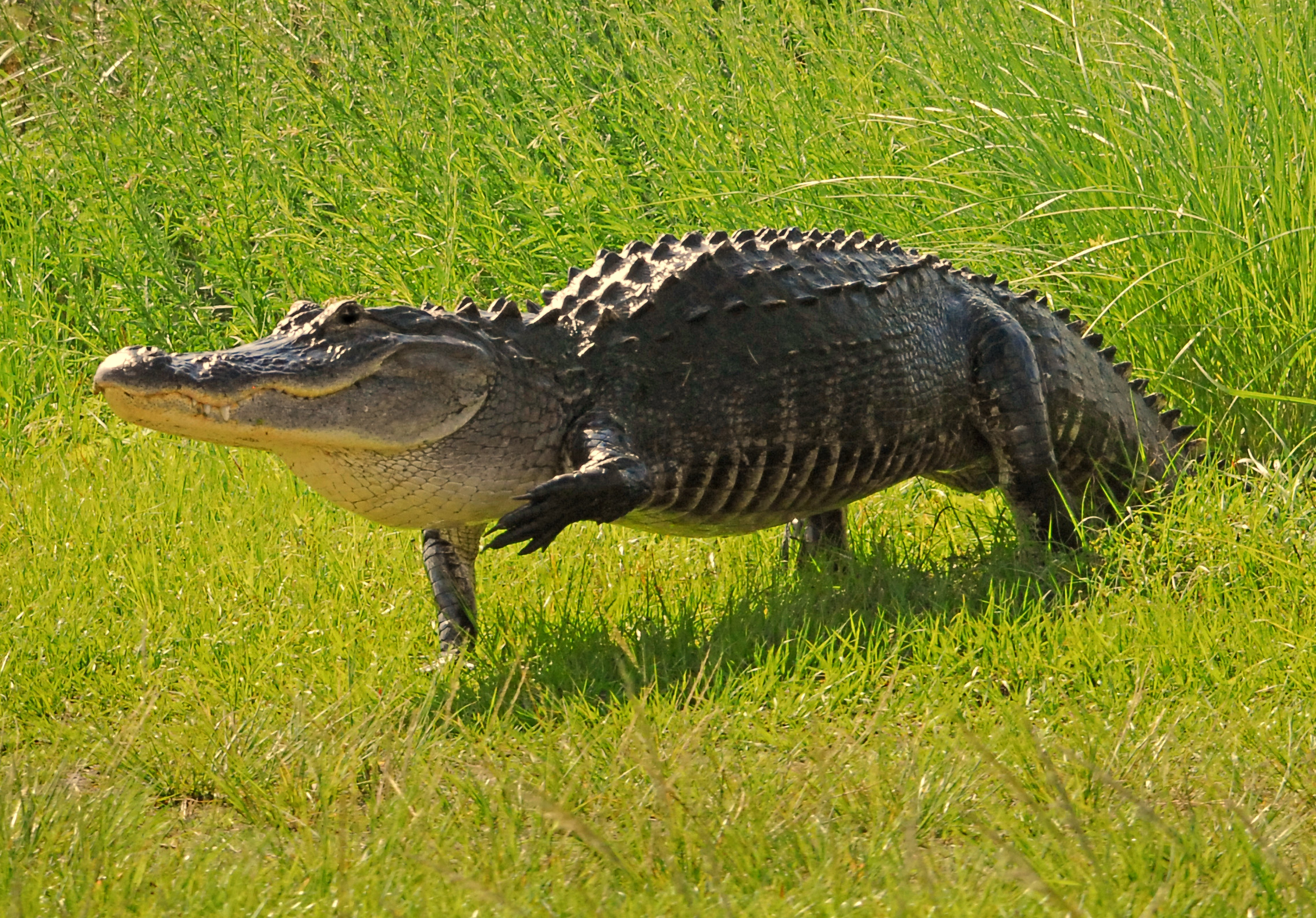